# Modificirana frekvencijska modulacija
MFM je skraćenica od engleske složenice Modulated Frequency Modulation (hrv. modulacija moduliranih frekvencija) koja rabi enkodiranje dugim nizom (eng. run-length limited RLL) koje se rabilo za spremanje podataka na feromagneskim slojevima disketa, i tvrdih diskova. Ovu vrstu modulacije uvela je tvrtka IBM 1970. godine, i prvi put se pojavilo na tvrdom disku IBM 3330. Ovu vrstu modulacije rabila su mnoga kasnija računala kao Commodore Amiga, Atari ST, CP/M, te IBM PC kompatibilna računala. MFM je nastala poboljšanjem izvorne digitalne FM (digitalna frekvencijska modulacija, također poznato pod imenom kodiranje s zadrškom) postavke za kodiranje podataka na disketama s jednostrukom gustoćom te na ranim tvrdim diskovima. Zbog postojanja najmanjeg razmaka između tokovnih prijelaza magnetskog polja (s sjevernog na južni) MFM načinu spremanja podataka potreban je jedan prijelaz magnetskog toka za bit podatka, dok FM modulaciji je potrebno dva prijelaza magnetskog toka da se ispiše jedan bit podatka na tvrdom disku. MFM se koristi se za standardne 5.25-inčne diskete of (360 KiB/1.2 MiB) i standardne 3.5-inčne (720~880 KiB) i visoke gustoće (1.4~1.6 MiB) preko kojeg je moguće dobiti brzine prijenosa podataka od 250-500 kbit/s (500-1000 kbit/s enkodirano). Prije dostupnosti boljih i efikasnijih metoda enkodiranja MFM se rabio na za pisanje podataka na ranim generacijama tvrdih diskova, i kao tehnologija zapisa je zastario jer osim za spremanje podataka na brzo nestajućim disketama od 5.25 inča i 3.5 inča ne primjenjuje se nigdje više.

## MFM kodiranje
Kodiranja FM i MFM stvaraju tok bitova koji je rabi kodiranje "ne vraćanje na nulu" kada se podatci ispisivaju na disk ili disketu. Bitovi na disku iskazuju se tako da je 1 prikaziva kao prijelaz magnetskog polja, dok 0 je prikazano bez prijelaza. Kodiranje podataka treba održavati ravnotežu između dva faktora
- postoji ograničenje između minimuma i maksimuma broja 0 bitova koje sklopovlje može prepoznati između redosljeda bitova s vrijednosti 1, i ovo ograničenje se ne smije prijeći;
- postoji ograničenje na maksimalan broj bitova vrijednosti 1 koje sklopovlje može prepoznati u nekom danom vremenskom odsječku. Ako disk je zapisan (enkodiran) s većim prosjećnim brojem magnetskih prijelaza, tada zapis bitova mora biti širi i zbog toga sprema se manji broj sektora može stati u jednu traku.

Ispisivanje podataka s pomoću FM i MFM također se može promatrati kao ispisivanje podataka koji su razdvojeni s bitovima otkucajima sata. Oba formata FM i MFM pišu svaki bit podatka s dva bita na disku. Ovo je potrebito jer je potrebno imati razdvojnike na početku i na kraju svakog niza bitova, i zbog toga gustoća zapisanih podataka su manja. Kod zapisivanja s FM svi otkucaji sata su ispisani kao 1: nule su zapisane kao 10 na disku, dok su jedinice zapisane kao 11 na disku. Broj magnetskih prijelaza po bitu su prosječno 1.5 (50%*1 + 50%*2).
Osnovna pravila zapisivanja za MFM su ta da se (x, y, z, ...) zapisivaju kao (x, x NILI y, y, y NILI z, z, z NILI...) na disku. Nula je zapisana kao 10 ako je prije te nule bila nula, ii 00 ako je prije te nule bila jedinica (ovo se događa 25% puta). Jedinica je uvijek zapisana kao 01 na disku (50% slučajeva), tako da je broj magnetskih prijelaza prosječno 0.75 (25%*1 + 25%*0 + 50%*1).
| Podatci           | ... 0 ...   | ... 0 1 ... | ... 1 0 ... | ... 1 ...   |
| MFM otkucaji sata | ...? 1 ?... | ...? 0 0... | ...0 0 ?... | ...0 0 0... |
| MFM enkodiranje   | ...?010?... | ...?010...  | ...010?...  | ...01010... |

```
Data:        
0 0 0 1 1 0 1 1
 ...
FM zapis:   1
0
1
0
1
0
1
1
1
1
1
0
1
1
1
1
1...
MFM sat:    ? 1 1 0 0 0 0 0 0...
MFM zapis:  ?
0
1
0
1
0
0
1
0
1
0
0
0
1
0
1
0...
```